# 愛と憎しみの伝説
『愛と憎しみの伝説』（あいとにくしみのでんせつ、Mommie Dearest）は、1981年のアメリカ合衆国の伝記映画。
フランク・ペリーが監督をつとめ、出演はフェイ・ダナウェイ、ダイアナ・スカーウィッド。
女優ジョーン・クロフォードの養女クリスティーナが出版した暴露本『親愛なるマミー』を原作としている。第2回ゴールデンラズベリー賞で作品賞、脚本賞、女優賞など5部門を受賞しており、のちに同賞の第10回記念賞である「1980年代最低作品賞」も受賞した。
日本では劇場未公開で、テレビで放映された他、DVDが発売されている。

## ストーリー
ハリウッドの大女優であるジョーン・クロフォードは、世間に良い母親のイメージを印象づけるため子供を欲しがるが、不妊体質だったために養子を貰おうとする。既婚者でないことなどを理由に縁組みを拒否されてしまうものの、恋人で弁護士のグレッグが女の子の赤ん坊を見つけ、その子クリスティーナを養女にとる。しかし次第にジョーンはクリスティーナを虐待し始め、ついには成長した娘のドラマに自身が代役の娘役で出ると言い出す。そして、その愛憎のうちの憎悪が互いに肥大する。

## キャスト
※括弧内は日本語吹替
- ジョーン・クロフォード: フェイ・ダナウェイ（中西妙子）
- クリスティーナ・クロフォード（英語版）: ダイアナ・スカーウィッド
  - 幼少期: マラ・ホーベル
- グレッグ・サヴィッテ: スティーヴ・フォレスト
- ルイス・B・メイヤー: ハワード・ダ・シルヴァ（英語版）
- キャロル・アン: ルターニャ・アルダ
- チャドウィック夫人: プリシラ・ポインター
- クリストファー・クロフォード: ザンダー・バークレイ
  - 幼少期: ジェレミー・スコット・レインボルト
- ヘルガ: アリス・ナン

## 作品の評価

### 映画批評家によるレビュー
Rotten Tomatoesによれば、43件の評論のうち、49%にあたる21件が高く評価しており、平均して10点満点中5.72点を得ている。
Metacriticによれば、13件の評論のうち、高評価は5件、賛否混在は6件、低評価は2件で、平均して100点満点中55点を得ている。

### 受賞歴
第2回ゴールデンラズベリー賞の7部門で計9つのノミネートを受け、5部門で受賞を果たしている。